# Solegnathus spinosissimus
Solegnathus spinosissimus és una espècie de peix de la família dels singnàtids i de l'ordre dels singnatiformes.

## Morfologia
- Els mascles poden assolir 49 cm de longitud total.[1][2]

## Hàbitat
És un peix marí de clima temperat que viu entre 114-230 m de fondària.

## Distribució geogràfica
Es troba al sud d'Austràlia i a Nova Zelanda.